# لیریدون کراسنیقی
لیریدون کراسنیقی (زاده ۱ ژانویه ۱۹۹۲) یک فوتبالیست حرفه‌ای است که به‌عنوان هافبک تهاجمی برای باشگاه ترنگانو سوپر لیگ مالزی به‌صورت قرضی از جوهور دارالتعزیم بازی می‌کند. او متولد کوزوو است و نماینده تیم ملی مالزی است.
کراسنیقی در سال 2011 اولین بازی خود را در تیم بزرگسالان با ملادا بولسلاو انجام داد و دو سال بعد برای باشگاه آنکاراسپور ترکیه قرارداد امضا کرد. او هیچ بازیی برای این تیم انجام نداد و برای فصل 14–2013 به تیم لیگ اول TFF فتیه اسپور قرض داده شد. در سال 2015، کراسنیقی به تیم کداه مالزی پیوست و در سال 2016 جام مالزی و جام حذفی مالزی در سال 2017 را در طول چهار سال حضور خود در این باشگاه به دست آورد. او پس از مدت کوتاهی با ملاکا یونایتد ، برای دفاع از قهرمان سوپر لیگ مالزی، جوهور دارالتعظیم در سال 2020 قرارداد امضا کرد.
کراسنیقی در سطح بین المللی نماینده آلبانی در سطح جوانان و کوزوو در سطح بزرگسالان بوده است و در اولین بازی بین المللی این کشور مقابل هائیتی در سال 2014 ظاهر شد. او پس از پنج سال اقامت در این کشور در سال 2020 وفاداری بین المللی خود را به مالزی تغییر داد و اولین بازی خود در مالزی را در سال 2021 انجام داد.

## لینک های خارجی
- لیریدون کراسنیقی در Soccerway
- لیریدون کراسنیقی در National-Football-Teams.com